# Batalha de Macau
A Batalha de Macau em 1622 foi um conflito da Guerra Luso-Holandesa travada na colônia portuguesa de Macau, no sudeste da China. Os portugueses, em inferioridade numérica e carecendo de fortificações adequadas, conseguiram repelir os holandeses numa vitória muito celebrada a 24 de junho, após uma batalha de três dias. Até hoje, a batalha permanece como a única batalha significativa travada entre duas nações europeias na China continental.

## Contexto
Desde que os portugueses foram autorizados pela dinastia Ming a estabelecer uma base permanente comercial em Macau em 1557, o porto de Macau beneficiou-se de maneira assaz por ser o intermediário do lucrativo comércio sino-japonês, dado que as rotas diretas estavam proibidas pelos Ming, temendo os piratas wokou. O sucesso português em Macau chamou a atenção doutras potências marítimas europeias que estavam a ter mais dificuldade a assentar-se no Extremo Oriente. Quando Filipe II da Espanha se tornou Rei de Portugal após a crise dinástica portuguesa de 1580, as colónias portuguesas tornaram-se então no alvo dos inimigos de Espanha, especialmente dos holandeses e dos ingleses, que desejavam também expandir os seus impérios ultramarinos. Macau já tinha resistido razias dos holandeses em 1601, 1603 e em 1607, mas a invasão de 1622 foi a primeira tentativa real de capturar a cidade. Os holandeses, frustrados com a pouca rentabilidade do seu posto comercial em Hirado e o sucesso dos portugueses em Nangasaque devido ao acesso por parte dos lusos ao lado chinês; esperavam que a captura de Macau dar-lhes-ia uma base comercial na China e ao mesmo tempo livrar-se dos portugueses da rota Macau-Nangasaque. A queda de Macau também teria deixado os castelhanos nas Filipinas sem meios de apoio e facilitaria uma invasão holandesa de Manila.
Apesar das razias, as autoridades portuguesas não foram capazes de erguer um sistema de defesa integral e extensivo devido à interferência de oficiais chineses. Os meios de defesa que Macau tinha na altura estavam limitados a umas poucas baterias: um no extremo oeste da península de Macau (posterior local da fortaleza de São Tiago da Barra), uma em cada extremo meridional da baía da Praia Grande (São Francisco no leste e Bom Parto no oeste) e outra em construção, a de Fortaleza do Monte, pela Catedral de São Paulo. O mau estado das defesas de Macau era bem conhecido pelos holandeses quando o barco holandês Gallias capturou um navio português em 1621 na costa de Malaca que transportava cartas relativas às defesas de Macau. A julgar pelas cartas interceptadas e a informação disponível vinda do Japão, o Governador-geral das Índias Orientais Neerlandesas Jan Pieterszoon Coen achou que Macau não conseguiria resistir um ataque sério, pelo que começou a planificar a invasão.

## Consequências

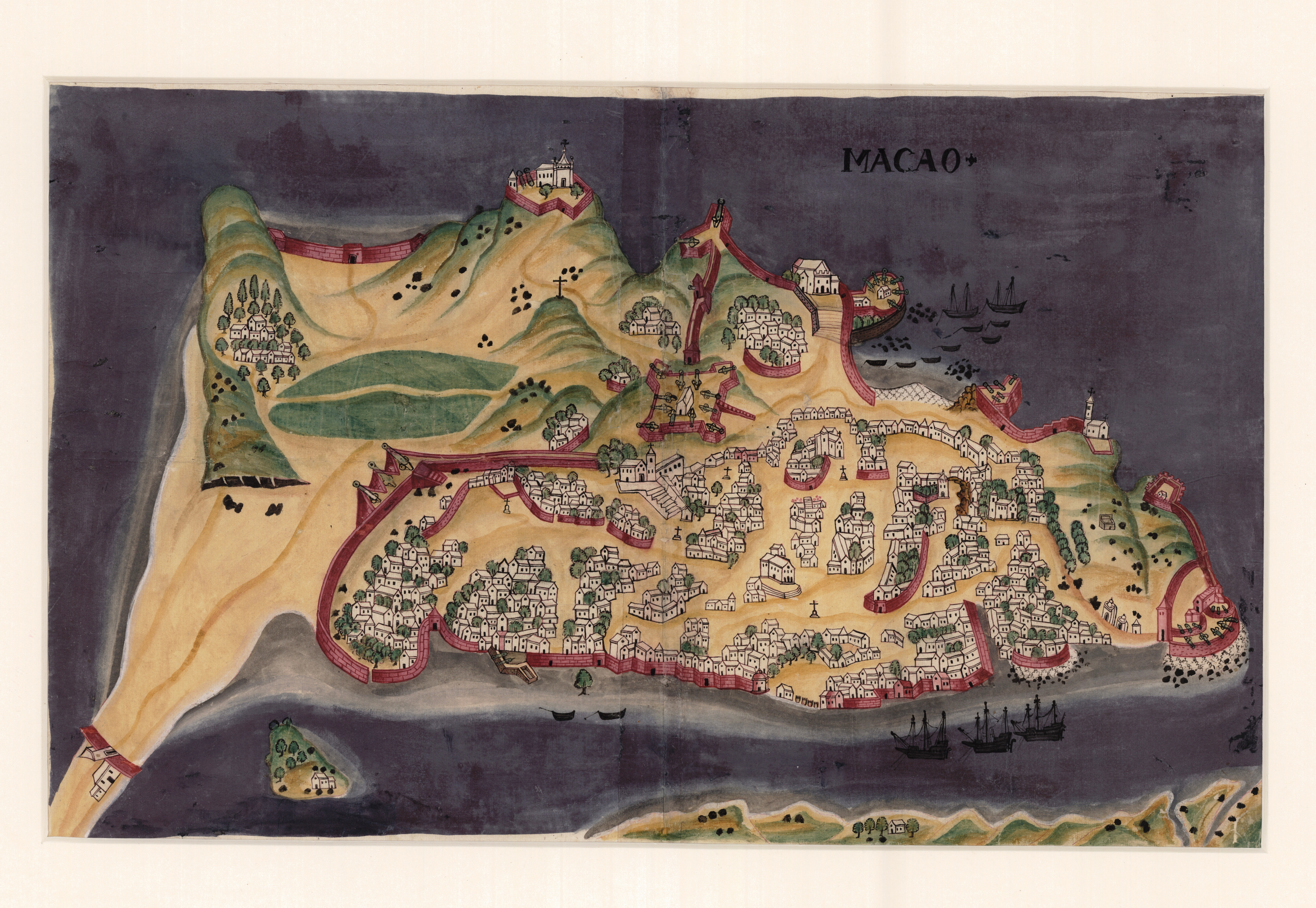
Mapa da península de Macau em 1639, após a melhora das fortificações e defesas da cidade.

A batalha foi a vitória mais decisiva alguma vez produzida pelos portugueses aos holandeses no Extremo Oriente, dado que as perdas humanas dos atacantes superavam grandemente àquelas dos defensores. A estimação mais reduzida portuguesa diz que foram mortos mais de trezentos inimigos nesse dia, enquanto a maioria das fontes lusas mencionam seiscentos ou oitocentos mortos inimigos. A lista oficial holandesa refere cento e trinta e seis mortos e cento e vinte e seis feridos, sem ter em conta os mercenários bandaneses e japoneses. O historiador C. R. Boxer sugere que o número real de mortos poderia ser de trezentos se os mortos bandaneses e japoneses fossem contados. As perdas de oficiais holandeses foram especialmente sérias, dado que sete capitães, quatro lugar-tenentes e sete insígnias foram perdidos na batalha. Além disso, os holandeses perderam todos os seus canhões, bandeiras e equipamento. Em comparação, as mortes portuguesas apenas contabilizam quatro portuguesas, dois espanhóis e alguns escravos; por volta de vinte teriam sido feridos. Na Batávia, Jan Pierterszoon Coen estava enraivecido pelo resultado da batalha, grafando "desta maneira embaraçosa perdemos a maioria dos nossos melhores homens juntamente com a maior parte das armas".

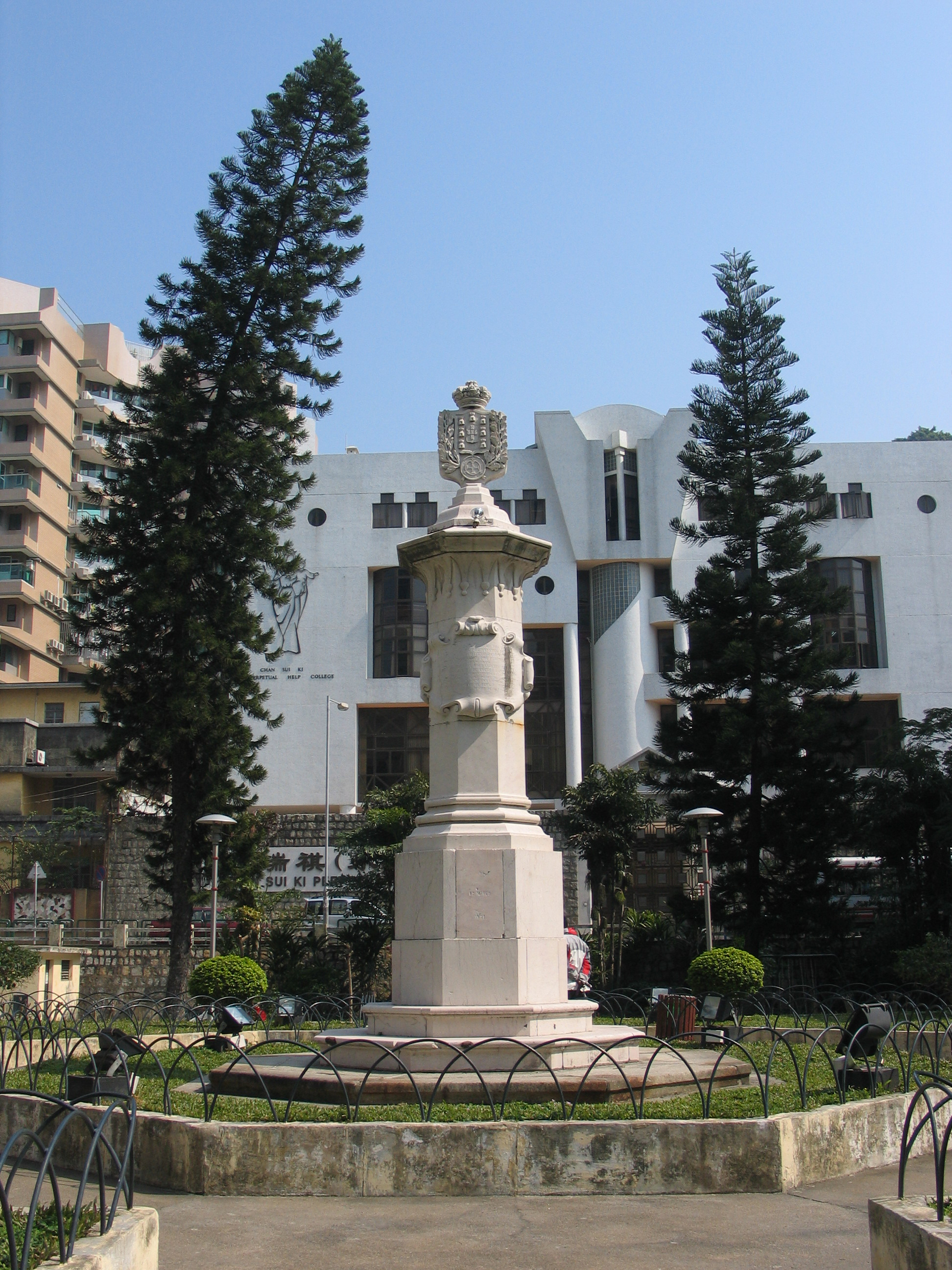
Monumento no Jardim da Vitória em Macau, comemorativo da batalha.

Acerca da defesa portuguesa, Coen disse: "Os portugueses venceram-nos em Macau com os seus escravos; não foi feito com nenhum soldado, para o que não há nenhum em Macau. [...] Vide como o inimigo defende assim as suas possessões tão facilmente enquanto nós nos desperdiçarmos a nós próprios". Ele também que disse que "Os escravos dos portugueses em Macau serviram-nos tão bem e tão fielmente, que eram que eles que tinham derrotado e expulsado a nossa gente dali o ano passado" e que "A nossa gente viu muitos poucos portugueses" durante a batalha. Quando oficiais chineses menores levaram cabeças de holandeses a Cantão como prova do serviço português na defesa de território chinês, aparentemente relataram também a bravura dos escravos, fazendo com que o Almirante Provincial (海道副使; chamado nas fontes europeias haitao) ficasse impressionado e enviasse um presente de duzentos picuis de arroz para serem distribuídos entre eles. A defesa bem-sucedida significou que Portugal poderia continuar a controlar o comércio entre a China e o Japão, que naquela altura era o único comércio rentável para o poder português em declínio. Apenas vinte anos depois desta batalha o Japão expulsou os portugueses em 1639 e a possessão portuguesa de Malaca caiu para os holandeses em 1641.

## Comemorações
Sendo uma grande vitória para os portugueses em Macau, a batalha foi comemorada de muitas formas. Em 1871, foi erguido um monumento da batalha no Jardim da Vitória. Além disso, os residentes de Macau começaram a celebrar o 24 de junho como o Dia da Cidade para comemorar a vitória e tomaram São João Baptista como seu padroeiro, cuja memória litúrgica é celebrada no dia 24 de Junho na Igreja Católica. Este dia foi feriado, sendo observado todos os anos até à transferência de soberania para a China, em 1999. Desde aí, a tradição do arraial em honra de São João tem-se mantido, acima de tudo por iniciativa de algumas associações de matriz portuguesa.